# Древняк, Анджей
А́нджей Дре́вняк (польск. Andrzej Drewniak, род. 1947) — мастер каратэ, обладатель 9 дана Кёкусинкай, ученик Масутацу Оямы, его ути-дэси.

## Знакомство с Кёкусинкай
В конце 60-х годов XX века Анджей Древняк, тогда ещё студент Краковской горно-металлургической академии, имевший первый дан по дзюдо, услышал о популярном в западных странах каратэ Кёкусинкай.
Анджей стал разыскивать иностранные издания книг Оямы, из которых он по крупицам вытягивал знания о его стиле каратэ.
Древняк открыл первый клуб Кёкусинкай в 1970 году, однако назывался он «Клуб дзюдо и самообороны», поскольку каратэ в те годы считалось явлением чуждым и враждебным. Лишь два года спустя в Польше официально открылся первый клуб каратэ.
В то же время Масутацу Ояме были отправлены письма, в которых сообщалось о деятельности польского клуба. Ояма переслал эти письма Президенту Европейской Организации Кёкусинкай Люку Холландеру и тот в апреле 1974 года прибыл в Польшу. Холландер дал польским каратистам ценные инструкции и советы, которые существенно помогли развитию Кёкусинкай в Польше.

## Развитие Кёкусинкай в Польше
После приезда Холландера развитие Кёкусинкай в Польше пошло более динамично и 22—23 мая 1974 года прошёл первый Чемпионат Польши в двух весовых категориях. В средней весовой категории победителем стал сам «патриарх» польского Кёкусинкай — Анджей Древняк. В тяжелой категории победил Ж. Пивоварчик. В настоящее время Польская Федерация Кёкусинкай, возглавляемая Анджеем Древняком, является одной из сильнейших спортивных организаций в Польше и объединяет более 40 тысяч человек, 170 клубов и 300 секций.
В сентябре 1974 года в Нидерландах Анджей Древняк сдал экзамен на первый дан по Кёкусинкай.

## Стажировка в Японии
В 1979 была основана Польская Федерация Кёкусинкай и в это же время Древняк решил пройти стажировку в Японии в качестве ути-дэси сосая Оямы. Эта задумка осуществилась через 6 лет, когда Анджей в тайне от властей, провел более пятнадцати месяцев в Японии. Сэмпаем Древняка был Сёкэй Мацуи, являющийся в настоящее время президентом IKO. После окончания японской стажировки Анджей успешно сдал экзамен на четвёртый дан.

## Степень сихана
В 1993 году Древняк вновь отправился в Японию, где из рук Масутацу Оямы получил сертификат на 5 дан, став, таким образом, сиханом Кёкусинкай.
В 1997 году во время проведения в Гданьске IX Чемпионата Европы Сокей Мацуи вручил Древняку сертификат о присвоении ему 6 дана.

## Анджей Древняк и Кёкусинкай в России
Анджей Древняк сыграл значительную роль и в развитии советского и российского Кёкусинкай, став первым преподавателем Александра Танюшкина — основоположника Российской школы Кёкусинкай и президента-основателя Федерации Кёкусинкай России. В 1980-е годы сихан Анджей Древняк руководил первыми сборами и принимал первые экзамены по Кёкусинкай в СССР.

## Высказывания
«Боевое искусство — это ежедневный вызов. Вызов абсолютно всем и, в первую очередь, самому себе. Каждый день жизни в боевом искусстве — это каждый день решение всё новых и новых задач и каждый раз на всё более новом уровне. Преодоление самого себя — это ни с чем не сравнимое счастье, счастье, которое нельзя приобрести просто так, походя, ибо счастья можно только добиться самому и своим трудом».